# Уэрта, Давид
Давид Уэрта (исп. David Huerta; 8 октября 1949, Мехико — 3 октября 2022, Мехико) — мексиканский поэт.

## Биография
Сын известного поэта Эфраима Уэрты (1914—1982). Изучал философию и литературу в Национальном автономном университете. Много лет был связан с крупным издательством Fondo de Cultura Económica, возглавлял его журнал, работал как редактор и переводчик. Преподавал литературу в Фонде Октавио Паса и др. учебных заведениях.

## Книги
- Сад, залитый светом/ El jardín de la luz (1972)
- Cuaderno de noviembre (1976; переизд. 1992)
- Huellas del civilizado (1977)
- Versión (1978; переизд. 2005)
- El espejo del cuerpo (1980)
- Неисцелимый/ Incurable (1987)
- Historia (1990; переизд. 2009)
- Предметы ближе, чем кажутся/ Los objetos están más cerca de lo que aparentan (1990)
- La sombra de los perros (1996)
- Музыка мимолетного/ La música de lo que pasa (1997)
- Hacia la superficie (2002)
- El azul en la flama (2002)
- Белая улица/ La calle blanca (2006)

## Признание
Стипендия Гуггенхайма, премии Карлоса Пельисера (1990), Хавьера Вильяуррутии (2006) и др.